# Isoetes georgiana
Isoetes georgiana är en kärlväxtart som beskrevs av Luebke. Isoetes georgiana ingår i släktet braxengräs, och familjen Isoetaceae. Inga underarter finns listade i Catalogue of Life.